# Matilda White Riley

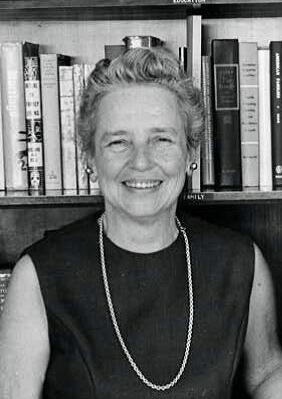
Matilda White Riley (1972)

Matilda White Riley (* 19. April 1911 in Boston; † 14. November 2004 in Brunswick, Maine) war eine US-amerikanische Soziologin, die insbesondere zur Alterssoziologie forschte. 1986 hatte sie die 77. Präsidentschaft der American Sociological Association inne.
Nach der Promotion an der Harvard-Universität war Riley lange in der Marktforschung und der Wissenschaftsorganisation tätig. Später wandte sie sich der Altersoziologie zu. Sie lehrte als Professorin an der Rutgers-Universität und am Bowdoin College. 1987 wurde sie in die American Academy of Arts and Sciences gewählt, 1994 in die National Academy of Sciences.